# Vetenskapsåret 1856

## Händelser

### Arkeologi

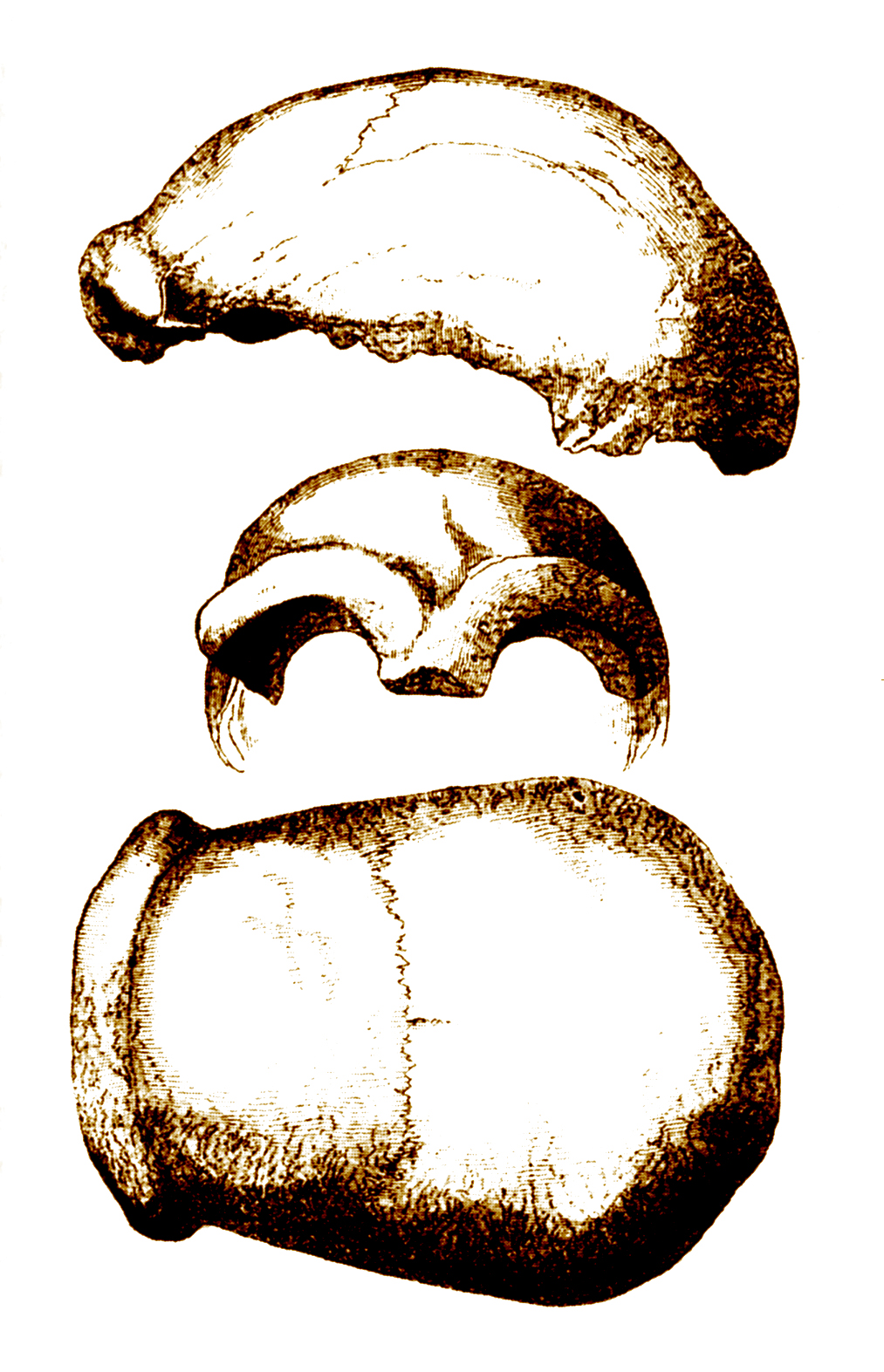
Neanderthal 1

- Augusti - Fossilerna av en 40 000 år gammal neandertalmänniska hittas av gruvarbetare i Kleine Feldhofer Grotte i Neandertal.[1]

### Astronomi
- Okänt datum - Den danske astronomen Theodor Brorsen upptäcker NGC 6539, en klotformig stjärnhop i Ormens stjärnbild.

### Genetik
- Okänt datum - Gregor Mendel inleder forskning i genetik.

### Kemi
- Mars - William Henry Perkin upptäcker mauvein, den första anilinfärgen, som blir det första syntetiska färgämnet.[2]

## Pristagare
- Copleymedaljen: Henri Milne-Edwards, fransk zoolog
- Rumfordmedaljen: Louis Pasteur, fransk kemist.
- Wollastonmedaljen: William Edmond Logan, kanadensisk geolog [3]

## Födda
- 6 maj - Robert Peary (död 1920), amerikansk polarforskare.
- 10 juli - Nikola Tesla (död 1943), serbisk-amerikansk fysiker och uppfinnare.

## Avlidna
- 9 juli - Amedeo Avogadro (född 1776), italiensk kemist.
- 24 augusti - William Buckland (född 1784), brittisk geolog och paleontolog.

### Fotnoter
1. ↑  Robin McKie (14 februari 1999). ”Neanderthal Man makes a comeback” (på engelska). Guardian. http://www.theguardian.com/uk/1999/feb/14/robinmckie.theobserver. Läst 8 september 2015.
2. ↑  Garfield, Simon (2000). Mauve: How One Man Invented a Colour that Changed the World. London: Faber. ISBN 0571201970
3. ↑  ”Geological Society”. Arkiverad från originalet den 5 juni 2011. https://web.archive.org/web/20110605102217/http://www.geolsoc.org.uk/gsl/society/history/page750.html. Läst 13 april 2011.